# Nação do Maracatu de Baque Virado Encanto do Pina
Nação do Maracatu de Baque Virado Encanto do Pina é um Maracatu Nação do Recife.
Foi fundado em 3 de março de 1980 pela ialorixá Mãe Maria de Sônia. Sua sede fica na comunidade do Bode, no bairro do Pina, tendo como presidente Manoel Candido Cavalcante e como orixás patronos são Iemanjá e Oxum.
Foi o primeiro maracatu nação a ser dirigido por uma mulher, a mestra Joana D'Arc da Silva Cavalcante.